# Rim-Sin II
Rim-Sense II fou un usurpador del tron de Larsa (1741 - 1736 aC). Probablement aquest no era el seu veritable nom, sinó que es feia anomenar com l'últim monarca de la ciutat, Rim-Sin I, per legitimar el seu poder. Rim-Sin II va aprofitar la feblesa de l'imperi Paleobabilònic, regit llavors per Šamšu-iluna, per instigar una rebel·lió a Larsa que va servir d'exemple per a sengles alçaments en altres ciutats sotmeses a l'imperi com Eixnunna, Ur, Isin i Uruk. Rim-Sin II va perdre la guerra subsegüent i Larsa va tornar a estar en poder de Babilònia, però aquesta guerra va tenir com a conseqüència un intent de conquesta d'Elam, la independència d'Isin, que va arrabassar a Babilònia la costa del golf Pèrsic, i la destrucció de les ciutats d'Ur i Uruk i de les muralles de moltes ciutats per evitar noves rebel·lions.